# Croatia Airlines

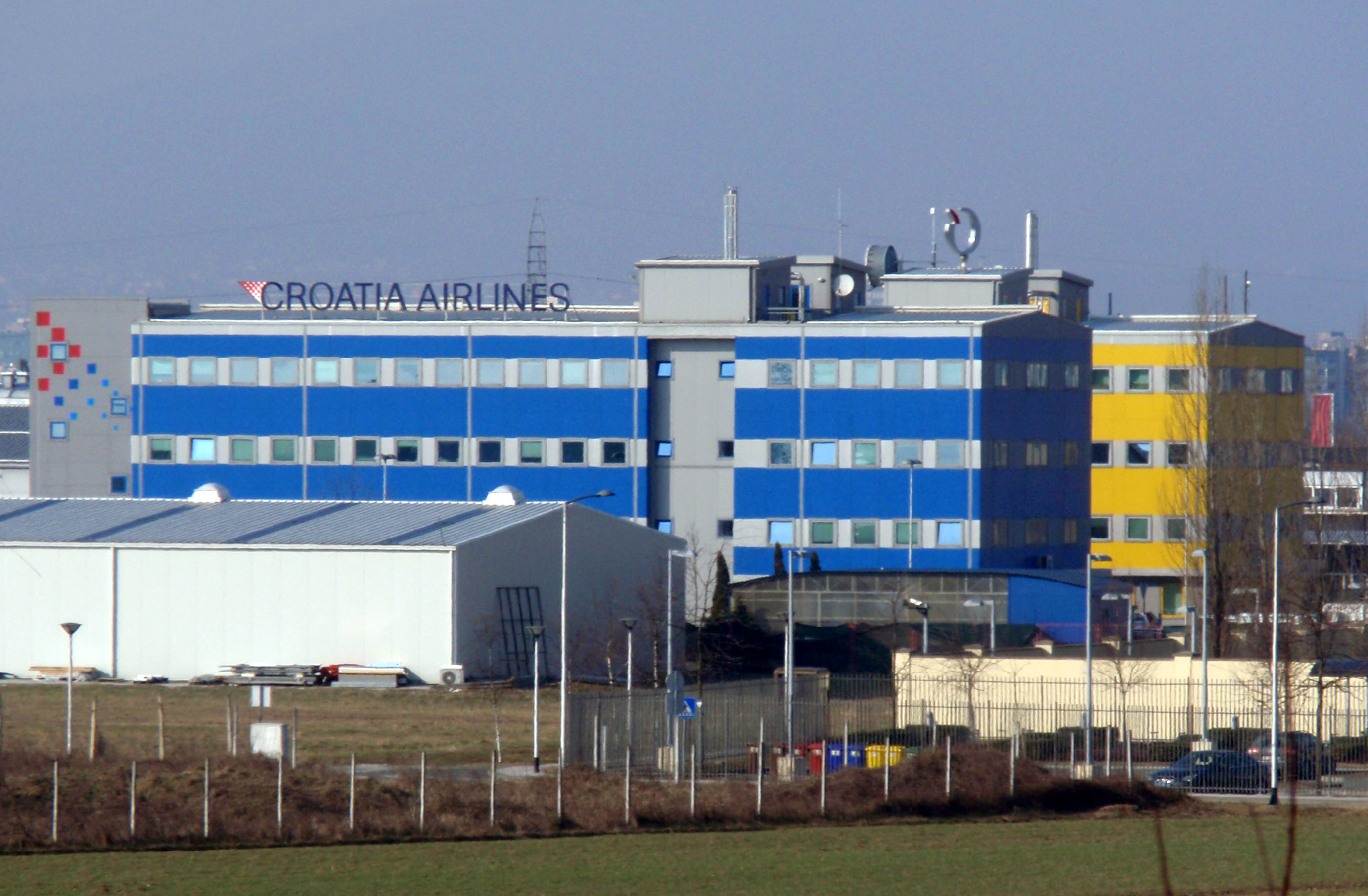
Het hoofdkantoor van Croatia Airlines

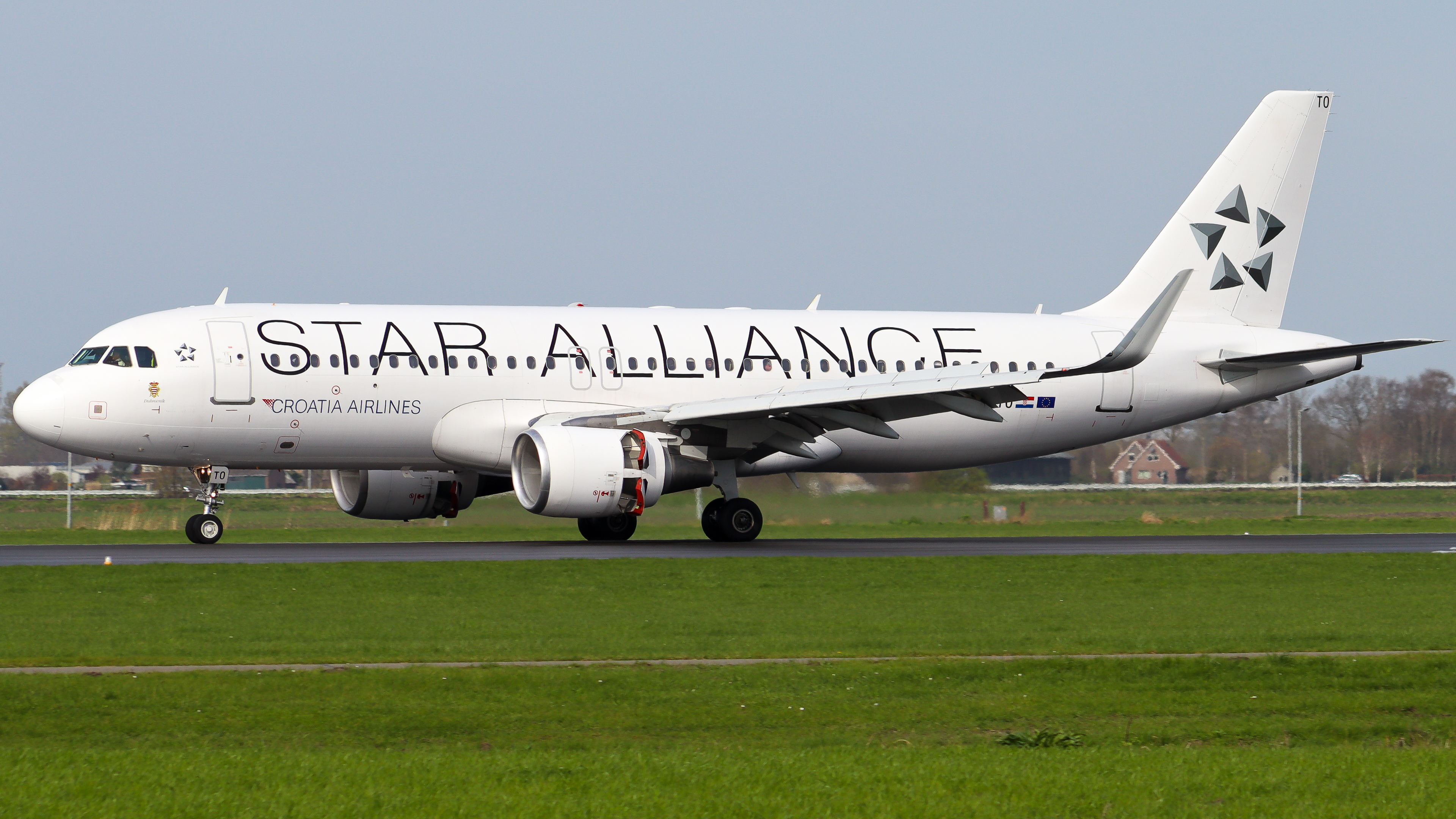
Croatia Airlines A320 in de kleuren van Star Alliance op Schiphol

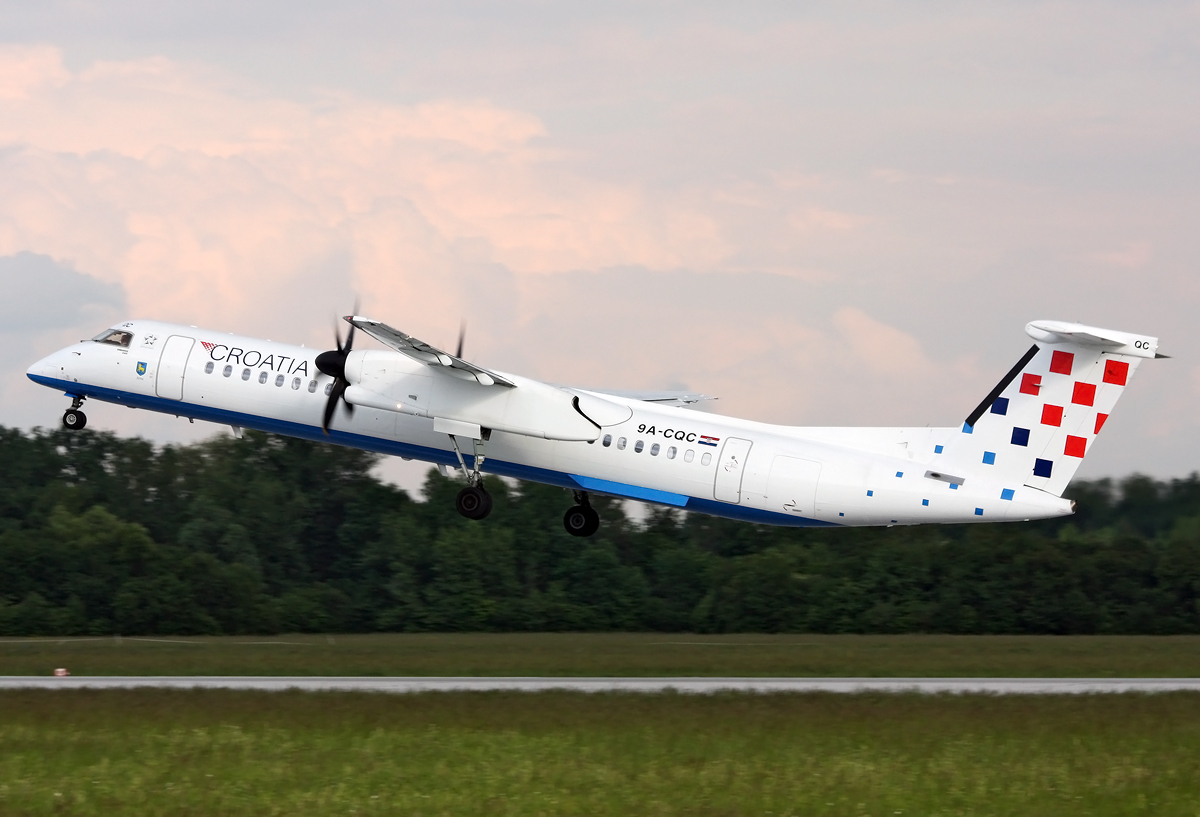
Een DHC 8-Q400 van Croatia Airlines

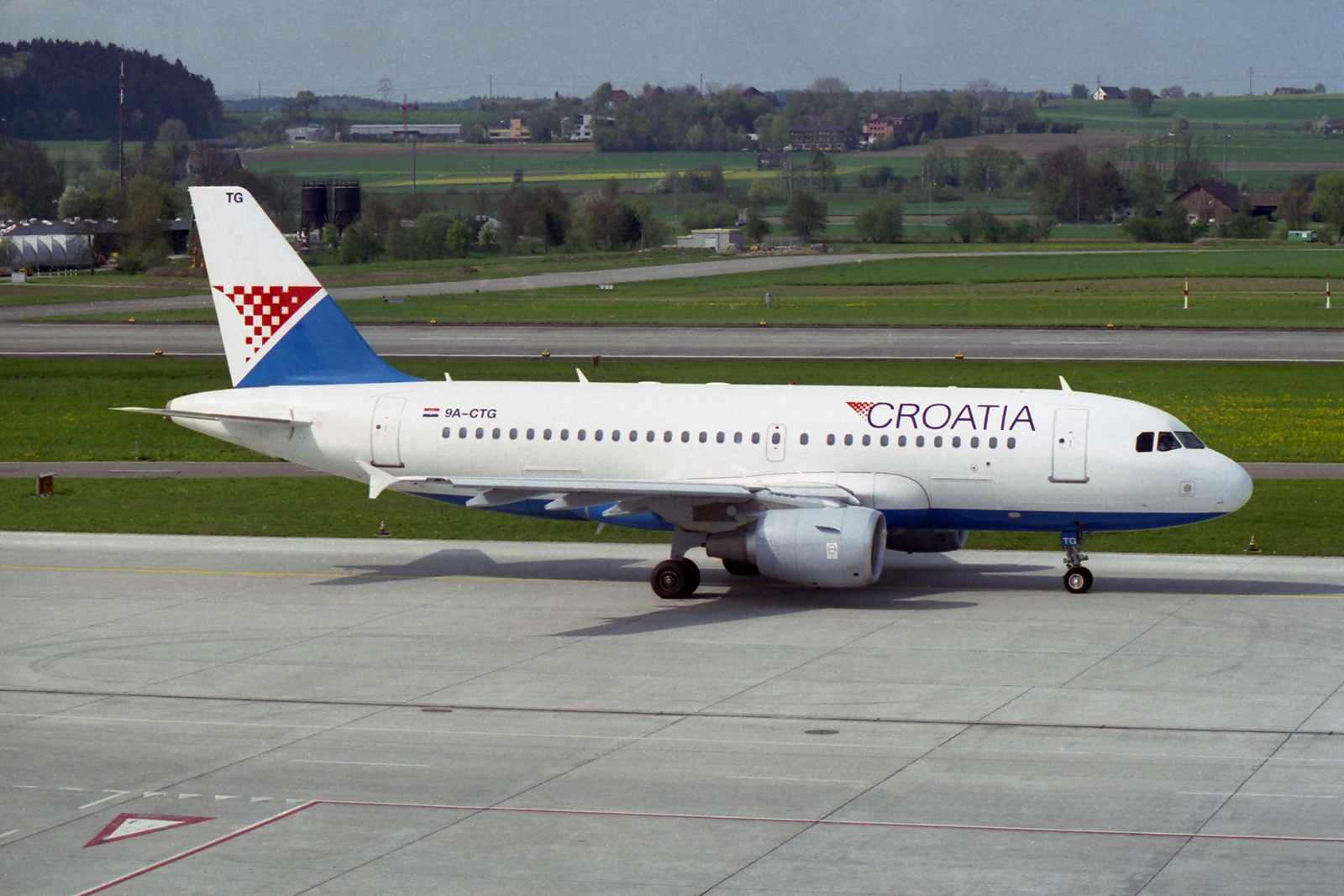
Croatia Airlines’ oude huisstijl

Croatia Airlines is de nationale luchtvaartmaatschappij van Kroatië, met het hoofdkwartier in Zagreb.

## Geschiedenis
Croatia Airlines werd opgericht op 20 juli 1989 als Zagal-Zagreb Airlines. Op 23 juli 1990 werd de huidige naam Croatia Airlines ingevoerd. Eind 2004 werd Croatia Airlines een regionaal lid van Star Alliance. Sinds 2010 is Croatia Airlines een volwaardig Star Alliance-lid.

## Vloot
De vloot van Croatia Airlines bestaat sinds maart 2020 uit:
| Vliegtuigtype          | In Dienst | Bestelling | Passagiers | Opmerkingen                                                     |
| ---------------------- | --------- | ---------- | ---------- | --------------------------------------------------------------- |
| Airbus A319-100        | 4         | 0          | 144        | 9A-CTI vliegt in de kleuren van Star Alliance (foto hiernaast). |
| Airbus A320-200        | 2         | 0          | 174        |                                                                 |
| Bombardier Dash 8-Q400 | 6         | 0          | 76         |                                                                 |
| Totaal                 | 12        | 0          |            |                                                                 |

## Bestemmingen
Croatia Airlines vliegt direct naar de volgende bestemmingen (januari 2020):
Nationale bestemmingen:
| - Bol (Brač) - Dubrovnik - Osijek - Pula | - Rijeka - Split - Zadar - Zagreb |

Internationale bestemmingen:
| - Amsterdam - Athene - Barcelona - Belgrado - Berlijn Schönefeld - Brussel - Boekarest - Dublin - Düsseldorf - Frankfurt | - Helsinki - Kopenhagen - Lissabon - London Heathrow - Lyon - Milaan - Mostar - München - Oslo - Parijs | - Praag - Rome - Sarajevo - Skopje - Sint Petersburg - Stockholm - Venetië - Wenen - Zürich |

Alle vluchten naar Londen Gatwick en Istanbul zijn per direct geschrapt in verband met bezuinigingen.

### Binnenland
Tot op heden is Croatia Airlines de enige luchtvaartmaatschappij die binnenlandse vluchten in Kroatië aanbiedt. Trade Air heeft echter toestemming gekregen om vluchten binnen Kroatië aan te gaan bieden en zal dit ook doen, te beginnen met vluchten van Zagreb naar Osijek.